# Berylmys
Berylmys — рід пацюків (Rattini) з Південно-Східної Азії.

## Морфологічна характеристика
Розмір сильно варіюється між видами. Довжина тулуба й голови — від 14 до 30 сантиметрів, хвіст — приблизно стільки ж. Вага до 550 грамів. Череп має трикутну форму. Шерсть коротка і гладка. Вуха великі, а лапи довгі і вузькі. Зубна формула: M3, P0, C0, I1 = 16. Емаль різців, як правило, біла або блідо-жовта (тоді як у Rattus — помаранчевого кольору).

## Середовище проживання
Білозубі пацюки мешкають у вологих тропічних лісах і рідко контактують з людиною. Вони риють нори в землі і, як всеїдні, харчуються фруктами, травами, листям і насінням, а також комахами і черв'яками.